# رومپل سی.آی
رومپل سی. آی (به انگلیسی: Rumpler_C.I) یک هواگرد ملخ‌پیشین تک‌موتوره از نوع شناسایی ساخت شرکت Rumpler Flugzeugwerke است. این هواگرد در سال ۱۹۱۵ میلادی رسماً معرفی گردید و در سال‌های ۱۹۱۵–۱۹۱۷ تولید شده‌است.